# 1942 (لعبة فيديو)
1942، لعبة حربية إلكترونية، أنتجت من قبل شركة كابكوم سنة 1984م، وهي أولى اللعب الحرب العالمية الثانية بالنسبة لشركة كابكوم اليابانية .
تبدأ مراحل اللعبة بقيام طائرة حربية أمريكية من نوع P-38 لايتنغ (تملكها شركة لوكهيد المشهورة) ، وهي تقوم بإطلاق النار على الطائرات اليابانية المعادية في زمن حرب المحيط الهادئ سنة 1942م، وكان أهم أهداف اللعبة، تدمير أكبر طائرة أسطورية تملكها اليابان.
ومن أهم الطائرات العدو الياباني في اللعبة هما : طائرة كاواساكي كي-61 وميتسوبيشي أي 6 أم زيرو وكواساكي كي-48 ، وزعيم طائرة العدو يدعى كاكاجيما جي بي إن .
تعمل هذه اللعبة بأنظمة مختلفة للألعاب الفيديو ومنها :
- نينتندو إنترتينمنت سيستم .
- MSX .
- جيم بوي .

## وصلات خارجية
- 1942 على موقع IMDb (الإنجليزية)

- 1942 at Arcade-History
- 1942 (Arcade) على موقع غيم فاكس
- 1942 (NES) على موقع غيم فاكس
- 1942 على موقع القائمة القاتلة لألعاب الفيديو
- 1942 على موبي غيمز
- 1942 guide في موقع ستراتيجي ويكي
- 1942 في موقع World of Spectrum
- 1942 (لعبة فيديو) في موقع Coinop.org